# Jorge Curbelo
Jorge Winston Curbelo Gari (Montevideo, Uruguay, 21 de diciembre de 1981) es un exfutbolista uruguayo nacionalizado argentino. Jugó de defensor y su último equipo fue Gimnasia y Esgrima de Mendoza.
Es hermano menor del futbolista Juan Ramón Curbelo.

## Clubes
| Club                   | País      | Año       |
| ---------------------- | --------- | --------- |
| Danubio                | Uruguay   | 2002-2004 |
| Standard Lieja         | Bélgica   | 2004-2005 |
| Real Valladolid        | España    | 2005-2006 |
| River Plate            | Uruguay   | 2007      |
| Godoy Cruz             | Argentina | 2007-2008 |
| Defensor Sporting      | Uruguay   | 2008-2009 |
| Godoy Cruz             | Argentina | 2009-2013 |
| Nacional               | Uruguay   | 2013-2014 |
| Arsenal de Sarandí     | Argentina | 2014-2015 |
| Gimnasia y Esgrima (M) | Argentina | 2016-2017 |